# Kavadarci
Kavadarci (kyrillisch Кавадарци [kaˈvadarʦi]; albanisch Kavadari, indefinit Kavadar) ist eine Stadt im zentralen Teil Nordmazedoniens. Sie ist Zentrum der Weinregion Tikveš und Hauptort der gleichnamigen Opština.

## Geographie
Die Stadt selber liegt auf 230 bis 270 m. ü. n. N. In Kavadarci herrscht ein mediterranes und kontinentales Klima mit durchschnittlichen Lufttemperaturen um die 13,5 °C, (im Sommer über 40 °C und Winter bis −25 °C).

## Bevölkerung
In der Stadt Kavadarci leben 2016 ca. 29.290 Einwohner.
Die Gemeinde Kavadarci hat insgesamt 38.741 Einwohner, davon 37.499  (96,8 %) Mazedonier und 679 (1,8 %) Roma (Volkszählung 2002).

## Geschichte

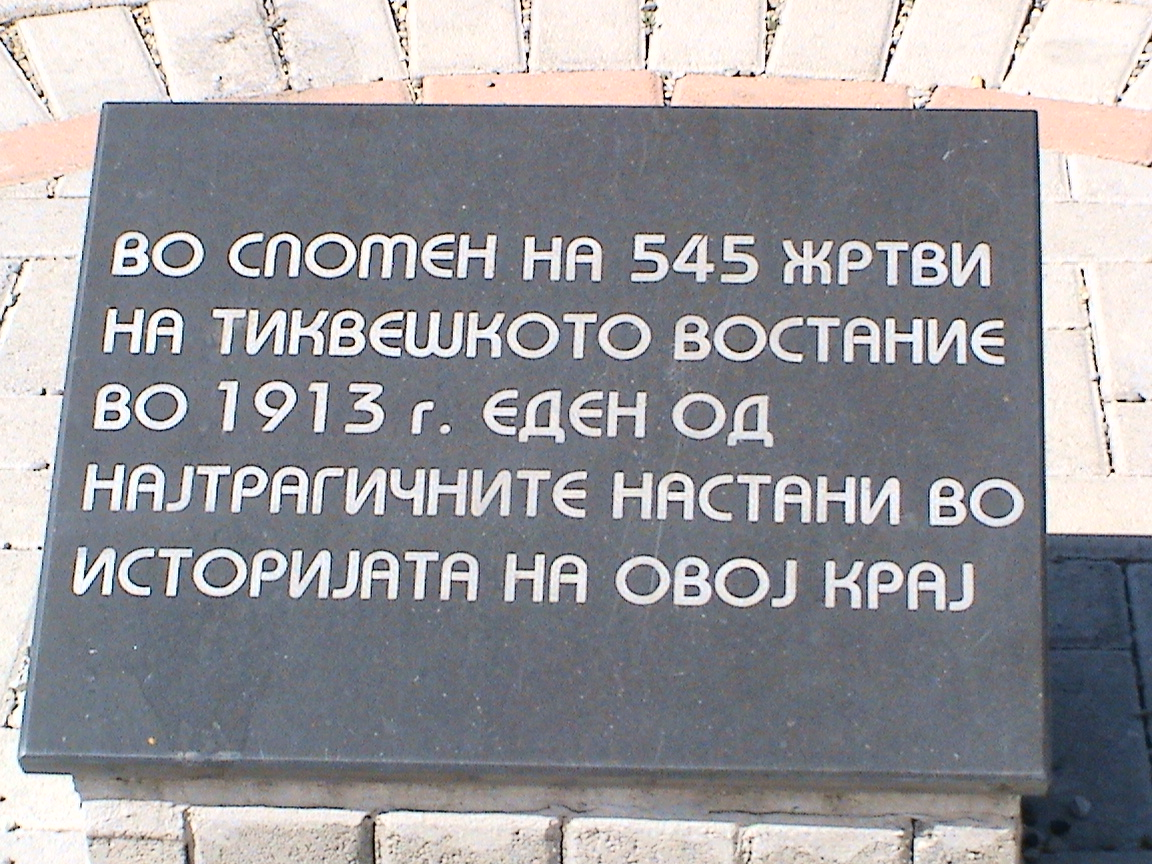
Gedenktafel für den Tikveš-Aufstand in Kavadarci

Der Name der Stadt geht nach Ansicht heutiger Historiker auf Neugriechisch »Kavadion« zurück und bedeutet „Edle Pelerine“. Kavadarci wird erstmals im 16. Jahrhundert schriftlich erwähnt, aber die zahlreichen Klöster und Kirchen aus der Umgebung Kavadarcis stammen bereits aus dem 14., 15. und 16. Jahrhundert.
1913 brach in der Region der Tikveš-Aufstand aus, der sich gegen die serbische Herrschaft nach dem Ersten Balkankrieg richtete.

## Bauwerke
- Gedenk-Ossarium (Kavadarci) (1976), der Partisanen des Zweiten Weltkriegs

## Söhne und Töchter der Stadt
- Petre Bakevski (1947–2011), Dichter, Journalist und Theaterkritiker
- Todor Gečevski (* 1977), Basketballspieler
- Jasmina Mukaetova (* 1981), Pop- und Turbo-Folk-Sängerin

## Städtepartnerschaften
Partnerstädte von Kavadarci sind
| Stadt     | Land      |
| --------- | --------- |
| Pernik    | Bulgarien |
| Guimarães | Portugal  |